# 新羅神社 (多治見市)
新羅神社（しんらじんじゃ）は、岐阜県多治見市御幸町2丁目99番地にある神社。社格は旧郷社。
多治見村（田只味郷）の産土神とされている。古くより厄除、災禍除に御利益があるといわれ、延命長寿、安産祈願、家庭円満の神社として信仰されている。
西之宮大神（蛭子命）が合祀されており、毎年1月5日の初えびすは賑わう。
金幣社であり、多治見市金幣三社（新羅神社・本土神社・白山神社）の一つである。

## 祭神
主祭神
- 建速須佐之男命

摂末社祭神
- 八王子神
  - 正勝吾勝勝速日天之忍穂耳命
  - 天之菩卑能命
  - 天津日子根命
  - 活津日子根命
  - 熊野久須毘命
  - 多紀理毘売命
  - 市寸島比売命
  - 多岐都比売命
- 八幡神
- 西之宮大神

## 沿革

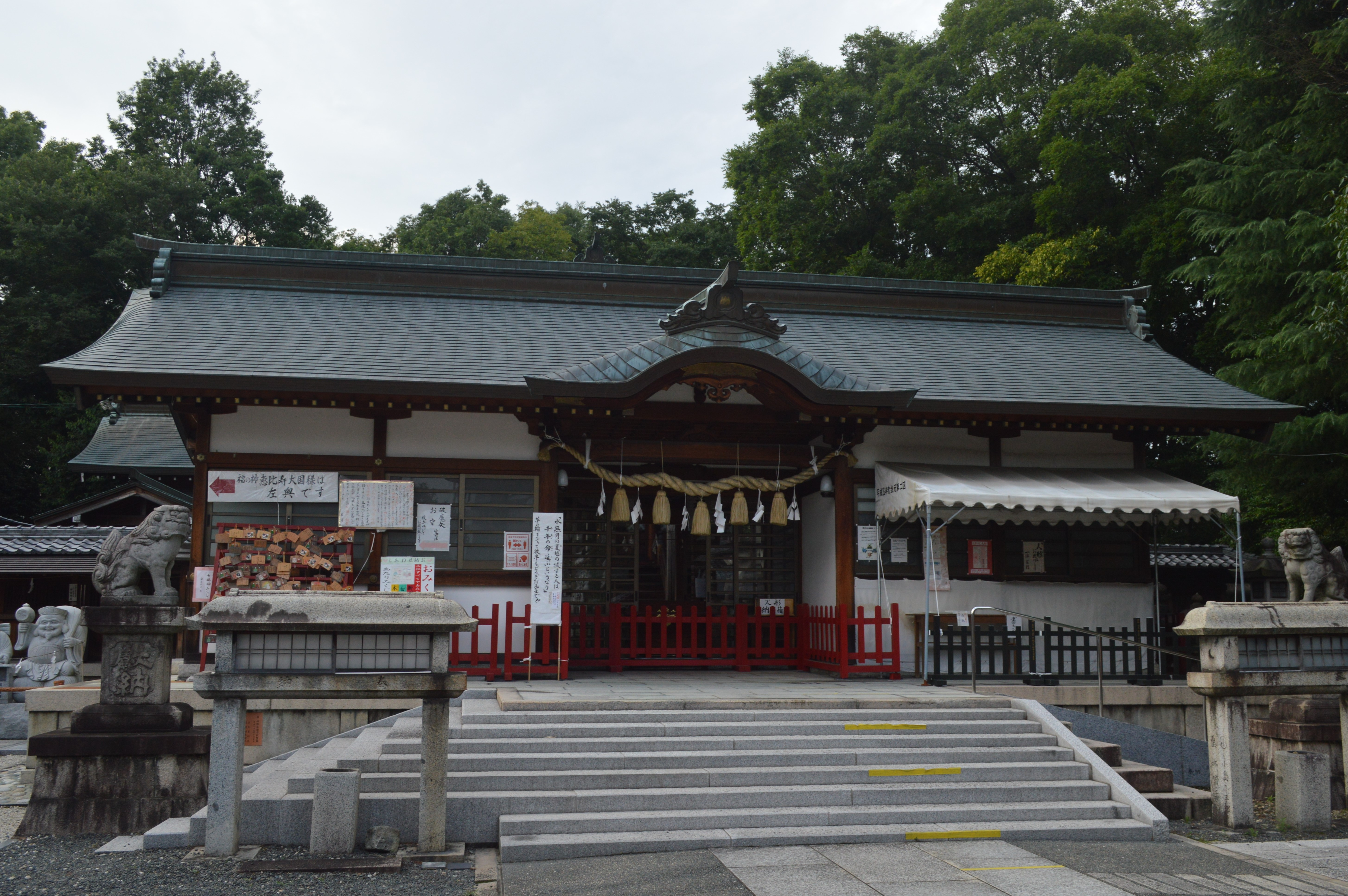
拝殿

創建時期は不明。奈良時代前期、この地域（田只見郷）は新羅系の氏族が住んでいたことから、新羅系氏族の祖神を祀ったのが始まりという。平安時代の美濃神名帳の「従五位下 田只見明神」と記述されている。
鎌倉時代、多治見氏により八幡神が合祀される。室町時代の応永年間には建速須佐之男命が合祀されている。
現在の社殿は嘉永元年（1848年）の再建である。
社殿の彫刻は尾張流御用彫物師の早瀬長兵衛の作である。文化財建築の専門家である名古屋工業大学の麓和善の調査・設計・監理によって、
平成24年（2012年）と平成25年（2013年）には社殿保存修理事業を実施した。
明治末期から昭和中頃にかけて、境内の北側周辺には東濃地方随一の遊郭であった西ヶ原遊郭が存在した。

## 文化財

### 市指定有形文化財
- 「新羅神社社殿 附陶製灯籠2基・棟札31枚」（建造物） - 平成18年（2006年）3月10日指定[1]。江戸後期

## 交通アクセス
- JR中央本線多治見駅より徒歩15分